# Brieskow-Finkenheerd
Brieskow-Finkenheerd é um município da Alemanha, situado no distrito de Oder-Spree, no estado de Brandemburgo. Tem 13,47 km² de área, e sua população em 2019 foi estimada em 2.334 habitantes.